# Hugues de Payns
Hugues de Payns (Hugo de Payens) (ur. 1080 w Troyes, zm. 24 maja 1136) – francuski krzyżowiec, pierwszy wielki mistrz zakonu templariuszy w latach 1118–1136.
Pochodził z Szampanii z miejscowości Payns koło Troyes, a jego rodzina należała do wasali hrabiów Szampanii. Był właścicielem Montigny-Lassage i majątku ziemskiego w okolicach Tonnerre. Żonaty, miał syna Tybalda, który później też został templariuszem. Jego żona pochodziła z rodu de Montbard, była więc krewną św. Bernarda i Andrzeja de Montbard.
W 1104 i 1114 roku de Payens towarzyszył hrabiemu Hugonowi z Szampanii w wyprawach do Ziemi Świętej. Z drugiej już nie powrócił, pozostając w Palestynie. W roku 1118 wspólnie z 8 innymi braćmi założył zakon templariuszy i prowadził misję dyplomatyczną na rzecz nowego zgromadzenia, pozyskując dla niego nowych członków i sympatyków. Za pośrednictwem Hugona z Szampanii, który również przystąpił w 1126 roku do templariuszy, poznał św. Bernarda, z którym połączyła go przyjaźń i wzajemny szacunek. 
Uczestniczył w synodzie w Troyes w 1128 roku, na którym przedstawił cele nowego zakonu, uzyskując akceptację duchowieństwa oraz przyznanie reguły i stroju zakonnego. Następnie odwiedził Normandię, Anglię, Andegawenię i Prowansję, zyskując poparcie królów i możnowładców dla zgromadzenia, zakładając prowincje zakonne i uzyskując liczne nadania i przywileje. Około 1130 roku powrócił do Ziemi Świętej, gdzie zmarł.